# بازاس
بازاس (به فرانسوی: Bazas) یک کمون در فرانسه است که در canton of Bazas واقع شده‌است.

## خصوصیات
بازاس ۳۷٫۲۹ کیلومترمربع مساحت و ۴٬۶۰۷ نفر جمعیت دارد و ۵۶ متر بالاتر از سطح دریا واقع شده‌است.